# Joe Chen
Joe Chen (en chino, 陈乔恩; pinyin, Chén Qiáo'ēn, 4 de abril de 1979) es una cantante, modelo, actriz y presentadora de televisión taiwanesa.

## Biografía
Sus intereses abarcan principalmente la actuación y la escritura, destacándose en ambos campos.
A principios de diciembre de 2019 se anunció que estaba saliendo con el malasio Alan Chen (曾伟昌), la pareja se comprometió el 4 de abril de 2021 y finalmente se casaron en marzo de 2022.

## Carrera
En el 2001, comenzó su carrera profesional como modelo. 
Fue miembro del grupo musical taiwanés 7 Flores. 
En el 2002, se convirtió en presentadora del programa de Sanlih Television  "China grande" (中国那么大). A finales del 2002, fue anfitriona del programa de Televisión de Taiwán "综艺旗舰" "Variedad insignia" 
En el 2004, se convirtió en una de las líderes del grupo vocal 7 Flores. 
Entre 2004-2005, fue protagonista de algunos dramas populares, como "100% Señorita", "Enamorado de una niña rica" y el drama taiwanés "El príncipe que se convierte en rana" ("王子变青蛙"). En el 2006, continuó como anfitriona del programa, y colaboró en un nuevo programa llamado "Gran Chef Deportista" ("型男大主厨"). 
A finales de 2005, se convirtió en anfitriona de la serie de televisión "Cazador de tesoros" (冒险奇兵).
En el 2006, protagonizó un programa de televisión llamado "Tijeras de tela de piedra".
En el 2008, tuvo gran éxito su participación en un nuevo drama titulado "Predestinado a amarte" (命中注定我爱你), que alcanzó una audiencia récord. Y También publicó su primer libro titulado "Qiao ver o no ver".
En el 2009, protagoniza la telenovela "A bailar" (守着阳光守着你).
En el 2010, protagoniza la telenovela "Amor azul" (佳期如夢). transmitida en América por Pasiones y Panamericana
En el 2011, protagoniza la telenovela "La Belleza del Emperador" (王的女人).
En el 2013 se lanza la película "El Rey Mono" (大闹天宫), donde interpretó a Iron Fan de Viaje al Oeste. También trabajó en la serie "El Espadachín" (笑傲江湖) donde interpretó a Dongfang Bubai. 
En el 2015 protagonizó la serie Cruel Romance donde interpreta a Rong Jinxiu, una chica de origen humilde que viaja a Shanghái tras el asesinato de su familia. Logra reencontrarse con su hermana perdida y se enamora de Zuo Zhen (Huang Xiaoming), líder de la Cámara de Comercio de Shanghái por lo cual ambos deben enfrentar las adversidades incluso al formarse un triángulo amoroso con el amigo de Zuo Zhen, Xiang Ying Dong (Qiao Renliang) y de la conflictiva relación entre este último y la hermana de Jinxiu, Yin Ming Zhu.
En el año 2016 protagoniza la serie Quedáte conmigo, segunda oportunidad en la que actúa con Qiao Renliang en un rol de soporte.

## Filmografía

### Series de televisión
| Año    | Título                 | Personaje | Notas |
| ------ | ---------------------- | --------- | ----- |
| 2020 - | Hello, My Shining Love |           | [ 7 ] |

### Películas
| Año  | Título                   | Personaje    | Notas        |
| ---- | ------------------------ | ------------ | ------------ |
| 2016 | Stay With Me             | Li Wei Wei   | Protagonista |
| 2015 | Destined To Love You     | Qian Bao Bao | Protagonista |
| 2015 | Cruel Romance            | Rong Jinxiu  | Protagonista |
| 2013 | The Monkey King 大鬧天宮 |              |              |
| 2012 | Happiness me too         |              |              |
| 2011 | Allure Tears             |              |              |
| 2011 | Breaking the Waves       |              |              |

### Programas de variedades
| Año                   | Programa                         | Notas                                |
| --------------------- | -------------------------------- | ------------------------------------ |
| 2019                  | Extreme Youth (极限青春)         | invitada                             |
| 2015                  | Keep Running (Hurry Up, Brother) | 2 episodio (#2.05, #3.02) - invitada |
| 2019                  | Back To Field S3                 |                                      |
| 2009, 2010, 2016-2019 | Happy Camp                       | 8 episodios - invitada               |
| 2018                  | The Brave World                  | miembro                              |
| 2016                  | Day Day Up                       | invitada                             |
| 2015                  | Go, Fighting!                    | (ep. #1.03) - invitada               |

### Documentales
| Año             | Programa  | Notas            |
| --------------- | --------- | ---------------- |
| 2019 - presente | Middle Me | documental-serie |

### Revistas / sesiones fotográficas
| Año  | Título                | Notas                                      |
| ---- | --------------------- | ------------------------------------------ |
| 2020 | Harper’s Bazaar China | (publicación de febrero) - junto a Jin Han |
| 2019 | CosmoBride            |                                            |
| 2019 | NeufMode Magazine     |                                            |

### Eventos
| Año  | Título                          | Notas |
| ---- | ------------------------------- | ----- |
| 2020 | CCTV Chinese New Year’s Program |       |
| 2020 | Lifestyle Media Style Gala      |       |